# Baranicha (rejon charowski)
Baranicha (ros. Бараниха) – wieś (dieriewnia) w Rosji, w obwodzie wołogodzkim, w rejonie charowskim. W 2010 liczyła 252 mieszkańców.